# Oh！ 半地下室的女神們
《Oh！ 半地下室的女神們 》（韓語：오! 반지하 여신들） ，於在2017年10月19日OnStyle網路播出，由夏沇秀、素珍、車貞媛、羅海嶺等人主演。

## 劇情
此劇描述希臘神話中的4位女神，前來首爾望遠洞的半地下室生活發生的奇幻喜劇故事。

## 演出陣容
| 演員   | 角色 | 女神                            | 介紹                                                         |
| 夏沇秀 | 熙秀 | 跑腿女神伊麗絲（Iris）          | 女主角，備受大家喜愛的鄰里間跑腿人，擁有著樂觀、單純的魅力。 |
| 素珍   | 明河 | 智慧與技術的女神墨提斯（Metis） | 擁有傑出手藝、技術與眾不同的化妝實力。                       |
| 車貞媛 | 表恩 | 最穩定收入的女神珀托（Peitho）  | 電話行銷員。                                                 |
| 羅海嶺 | 智勝 | 擔心與不安的女神俄匊斯（Oizys） | 有出眾外貌，但並不了解自己的魅力。                           |

## 其他角色
| 演員   | 角色   | 介紹                                                                   |
| 朴聖雨 | 高在宇 | 開當舖的青年，讓4位希臘女神得以典當貴重首飾， 讓女神們有在首爾的收入。 |
| 白承煥 | 高羅里 | 高在宇的弟弟。                                                         |